# ボトンド・ヴォン・エヴァ
ボトンド・ヴォン・エヴァ（ハンガリー語: Éva von Botond、1921年5月27日 - 1976年12月30日）は、ハンガリー、ブダペスト出身のフィギュアスケート選手（女子シングル）。1936年ガルミッシュ・パルテンキルヘンオリンピックハンガリー代表。

## 主な戦績
| 大会/年          | 1935-36 | 1938-39 | 1939-40 |
| ---------------- | ------- | ------- | ------- |
| オリンピック     | 15      |         |         |
| 欧州選手権       | 14      |         |         |
| ハンガリー選手権 | 1       | 1       | 1       |